# 小田萌山
小田萌山（日语：／）或捷边科夫火山（俄语：Вулкан Тебенькова）是择捉岛的火山，属北海道根室振兴局或萨哈林州库里尔斯克区，海拔1208米。